# Эфендиев, Ариф Джаваншир оглы
Ариф Джаваншир оглы Эфендиев (азерб. Arif Cavanşir oğlu Əfəndi; 10 октября 1948, Кафан, Армянская ССР, СССР) — азербайджанский ученый, доктор химических наук, профессор.

## Биография
Ариф Эфендиев родился 10 октября 1948 года в городе Кафан Армянской ССР. Окончил Азербайджанский институт нефти и химии им. М. Азизбекова по специальности инженер-технолог основного органического и нефтехимического синтеза.
Профессор Ариф Эфенди работает заведующим лабораторией в институте химических проблем имени академика М. Ф. Нагиева НАНА.

## Научная деятельность
Ариф Эфендиев разработал научные основы реакции гетерогенно — каталитического окисления хлоруглеводородов алифатического, олефинового и диенового ряда на оксидных катализаторах. Им подобраны активные и селективные каталитические системы с регулированием каталитической активности, установлены кинетические закономерности и механизм реакций окисления с прогнозированием направлений каталитической конверсии, выявлены принципиально новые возможности и составлены технологические схемы осуществления этих реакций с утилизацией отходов производств хлоруглеводородов.
Ариф Эфендиев — автор 180 опубликованных научных статей, 11 авторских свидетельств и патентов.
Под его руководством подготовлено 7 кандидатов наук.

### Избранные научные труды
- Эфендиев А. Д.. Гетерогенно-каталитическое окисление хлоруглеводородов С -С на оксидных катализаторах. — Баку, 1990. — 41 с.

- A. D. Efendiev, V. F. Tret’yakov, A. Ya. Rozovskii, T. N. Shakhtakhtinskii. MODIFYING ACTION OF WATER ON VANADIUM-PHOSPHORIC CATALYST (англ.) // Kinetics and Catalysis. — МАИК "Наука/Интерпериодика", 1990. — Vol. 31. — P. 446-447. — ISSN 0023-1584.

- A. D. Efendiev, F. G. Abdinov, A. G. Agazade, A. Sh. Mamedov, T. N. Shakhtakhtinskii. Investigation of kinetics and mechanism of maleic anhydride interaction with pentachlorinated phosphorus (англ.) // Reaction Kinetics and Catalysis Letters. — Akadémiai Kiadó, co-published with Springer Science+Business Media B.V., Formerly Kluwer Academic Publishers B.V., 1991. — Vol. 43. — P. 37-32. — ISSN 0133-1736.

- A. D. Efendiev, A. G. Agazade, G. A. Dergaleva, V.F. Anufrienko, A.A. Davydov, T.N. Shakhtakhtinskii. ELECTRONIC STATE OF THE ACTIVE SITE OF A V-P-O/SIO2 CATALYST IN OXIDATION OF CHLORINE-CONTAINING HYDROCARBONS (англ.) // Reaction Kinetics and Catalysis Letters. — Akadémiai Kiadó, co-published with Springer Science+Business Media B.V., Formerly Kluwer Academic Publishers B.V., 1989. — Vol. 40. — P. 83-89. — ISSN 0133-1736.

- Efendiev A. D., Kelbaliev G. I., Aliev D. B., Isaam B., Melikova T. O. Intensification of heat exchange in tube condensers in the production of artificial refrigeration (англ.) // Soviet chemical industry. — 1992. — Vol. 24. — P. 55-59. — ISSN 0038-5344. Архивировано 26 декабря 2010 года.

- A. D. Еfendiev, F. G. Abdinov,  Sh. S. Nasibov, A. G. Agazade, A. Sh. Mamedov and T. N. Shakhtakhtinskii. Synthesis of polychlorinated 2,5-dihydro-2-furanones from maleic anhydride (недоступная ссылка — история) (англ.) // Chemistry of Heterocyclic Compounds. — Vol. 27. — P. 474-475.